# Ultimate Desperados
Ultimate Desperados är en grupp män från Hammarkullen, Göteborg. Ultimate Desperados är en välmeriterad breakdancegrupp, som bland annat vunnit SM i breakdance, Swedish Hip-Hop Award, Red Bull Contest på Hultsfredsfestivalen, bästa koreografi i Nordiska Mästerskapen och medverkat i en mängd musikvideor och TV-program. De flesta i gruppen har även långt svallande hår, ofta knutet som en hästsvans bakom ryggen.